# Friedhelm Baukloh
Friedhelm Baukloh (* 12. September 1927 in Dortmund; † 1. Dezember 1970 ebenda) war ein deutscher Schriftsteller und Journalist.

## Leben
Die Laufbahn Bauklohs beginnt nach dem Zweiten Weltkrieg bei den Städtischen Bühnen in Dortmund. Bis 1947 arbeitet er hier als Dramaturgieassistent. 1949 nimmt er seine journalistische Tätigkeit als Volontär beim Europa-Kurier in Aachen auf. 1951 wird  Friedhelm Baukloh kulturpolitischer Mitarbeiter bei der Wochenzeitschrift Das freie Wort. Zwischen 1953 und 1964 arbeitet er beim Echo der Zeit in  Recklinghausen, gleichzeitig betätigt er sich beim dortigen Paulus-Verlag als Lektor.
1964 wird Friedhelm Baukloh Redakteur beim Wochenmagazin Der Spiegel in Hamburg. 1970 betätigt er sich Herausgeber der Zeitschrift Kritischer Katholizismus in Köln.
Baukloh schrieb unter zahlreichen Pseudonymen wie Lisa Dechène, Kurt Kandler, Anton Kiepenhäuer, Lektor, L.R., Josef Oertgen, Carl Georg Opitz, Helmut Pötter, Dr. Günther Schreiber, Claus Wolf.

## Veröffentlichungen
- Dortmund. Modell einer Kulturstadt im Ruhrgebiet. Kulturamt, Dortmund 1966.
- Progressive Ruhrstadt-Kultur. Beispiele aus Dortmund. Kulturamt, Dortmund 1968, DNB 455666113.
- Kunst und Bildung im Ruhrgebiet. Texte: Friedhelm Baukloh in Zusammenarbeit mit den Kulturämtern. Redaktion: D. Springorum. Mercator, Duisburg 1968, DNB 457320680.
- Hölderlins Unruhe. Vortrag. Kulturamt, Dortmund 1970, DNB 740662759.
- Im Fadenkreuz. Italienische Märchen. Wulff, Dortmund 1971.
- Baukloh. Texte eines entschiedenen Liberalen. Hrsg. von H. E. Käufer. Pahl-Rugenstein, Köln 1972, ISBN 3-7609-0062-3; mit Auswahlbibliographie (Rezension von W. von Bredow in: Liberal 15. Jg. 1973, Heft 1, S. 79f.)